# Cariari
Cariari – miasto w Kostaryce, w prowincji Limón.